# 具惠善
具惠善（1984年11月9日—），韓國女演員、導演、畫家、作家及音樂家。

## 經歷
在2009年，具惠善以《花樣男子》一劇成功在亞洲地區打響知名度。多才多藝的她發表了名為《Tango》的小說之後，亦舉辦了個人畫展，並推出了親自作曲的新世紀音樂CD，更與日本音樂巨匠佐佐木功一同舉辦演奏會。不僅撰寫了韓國韓亞國際短片電影節的宣傳片劇本，甚至擔任導演一職。在首部長篇電影《妖術》中，更一人兼任四職，集導演、演員、編劇、作曲於一身。
2011年，成立自己的電影公司“具惠善Film”。
除了拍攝韓國電視台的電視劇，她也曾多次參與海外製作的電視劇，包括台灣八大電視台的《絕對達令》以及中國浙江衛視《傳奇大亨》。
2017年，參演MBC週末劇《你太過分了》，但因健康問題而在第6集退出。同年，宣佈與YG娛樂約滿，離開公司。
2018年，加入新經紀公司PARTNERS Park。
2019年5月3日，PARTNERS Park表示具惠善的合約將在5月末到期，雙方並不打算續約。同年6月3日，加入了經紀公司HB娛樂，同年8月18日離開該公司。同年9月停止演藝活動，暫別娛樂圈，重回大學校園繼續學業。

## 個人生活

### 感情状态
- 2016年3月11日，傳出與曾在電視劇《Blood》中合作的演員安宰賢戀愛的消息，具惠善比安宰賢大3歲。後來經過雙方經紀公司確認屬實，即是因為兩人自出演電視劇認識後進而交往已逾一年[6]。

- 2016年4月8日，雙方所屬經紀公司表示兩人將在5月21日步入婚姻，兩人將不舉辦特別婚禮，並將婚禮費用捐獻給兒童病房[7][8]。

- 2019年8月與演員安宰賢離婚協議進行中。離婚期間對安宰賢做出許多指控，事後因為社交軟體私人對話曝光，證實許多指控不符事實因而形象大傷，雙方於2020年7月正式離婚。

- 2021年7月具惠善以侵害隱私为由要求韩版维基百科“納木維基”（Namu wiki）删除離婚爭議[9]。

## 演出作品

### 電視劇
- 2004年：KBS《Drama City－Anagram》飾演 護士
- 2004年：MBC《男生女生向前走》(Non Stop5) 飾演 具惠善
- 2005年：SBS《薯童謠》飾演 銀進
- 2005年：KBS《Drama City－大家一起恰恰恰》飾演 英愛
- 2006年：KBS《19歲的純情》飾演 梁菊花 第一女主角
- 2007年：SBS《王與我》飾演 尹昭和（廢妃尹氏）第一女主角
- 2008年：KBS《最強七友》飾演 蘇允 第一女主角
- 2009年：KBS《花樣男子》飾演 金絲草 第一女主角
- 2011年：SBS《The Musical》飾演 高恩菲 第一女主角
- 2012年：八大《絕對達令》飾演 官筱菲 第一女主角
- 2012年：SBS《拜託了，機長》飾演 韓多珍 第一女主角
- 2014年：MBC《許蘭雪軒》飾演 許蘭雪軒 第一女主角
- 2014年：SBS《天使之眼》飾演 尹秀婉 第一女主角
- 2015年：KBS《Blood》飾演 劉麗塔／劉彩恩 第一女主角
- 2017年：MBC《你太過分了》飾演 丁海棠／劉舉娜（因健康問題，第6集退場；第7集開始由張熙軫接演）第二女主角

### 電影
- 2007年：《把愛找回來》(August Rush)客串
- 2014年：《女兒》(Daughter)[10]
- 2017年：《爸爸的劍》（短篇電影）

### MV
- 2002年：成始璄《我們很般配》
- 2004年：Taebin《我閉上眼睛的理由》
- 2006年：Soul Star《忘記》
- 2007年：智恩《與昨天不同的今天》（與宋昶儀合演，ALin《今晚你想念的人是不是我》之原曲）
- 2010年：飛輪海《Touch your heart》（與飛輪海合演，台灣觀光局宣傳短片）
- 2013年：徐仁國《笑了，哭了》
- 2014年：BeatBurger《She So High》（與沈昌珉（東方神起）合演）

### 綜藝節目
- 2010年：Mnet《具Cine》
- 2012年：KBS2《明星人生劇場》
- 2014年：SBS《Running Man》（與《天使之眼》主演們）第190集嘉賓
- 2017年：tvN《新婚日記》（與安宰賢）
- 2019年：SBS《我家的熊孩子》第152集嘉賓

### 節目旁白
- 2012年：KBS1《辭舊迎新特輯-懷念希望的學校》
- 2012年：SBS《活在今天的孩子們》
- 2012年：Channel A《你是我的命運》
- 2013年：MBC《Prime：我愛樹木》
- 2014年：KBS1《十二月的奇跡》
- 2016年：KBS2《Rookies》
- 2018年：EBS《藝術，要來嗎？》

### 網絡節目
- 2019年：YouTube CHIBi TV《具惠善的無業遊民日記》[11]
- 2019年：YouTube CHIBi TV《具惠善的伴侶/寵物日記》

## 導演作品

### 電影
| 年份 | 電影名稱         | 其他備註 | 片長（分鐘） | 相關電影節 |
| 2008 | 《快樂好幫手》   | 短篇電影 | 14           | 2009年：第9屆全北獨立電影節/ 第26屆釜山國際短片電影/ 第7屆韓亞航空國際短片電影節/ 第8屆Mise-en-scène短篇電影節 2010年：第20屆夕張國際奇幻電影節 2018年：第22屆富川國際奇幻電影節 |
| 2010 | 《你》           | 短篇電影 | 7            | 2011年：第13屆正東津獨立電影節 |
| 2010 | 《妖術》         | 長篇電影 | 95           | 2010年：第6屆堤川國際音樂電影節/ 第18屆春史電影獎/ 第23屆東京國際電影節 |
| 2012 | 《桃樹》         | 長篇電影 | 106          | 2011年：第16屆釜山國際電影節 2012年：第8屆堤川國際音樂電影節 2013年：第15屆首爾國際女性電影節/ 第31屆布魯塞爾奇幻電影節/ 第12屆紐約亞洲電影節                                    |
| 2012 | 《記憶的碎片》   | 短篇電影 | 9            | 2012年：第8屆堤川國際音樂電影節 2013年：第6屆首爾老人電影節 |
| 2014 | 《女兒》         | 長篇電影 | 84           | 2014年：第19屆釜山國際電影節/ 第45屆印度國際電影節 |
| 2018 | 《Mystery Pink》 | 短篇電影 | 9            | 2018年：第22屆富川國際奇幻電影節/ 第19屆全州國際電影節/ 第44屆首爾獨立電影節 |
| 2018 | 《Deep Sleep》   | 短篇電影 | 23           | 2018年：第14屆堤川國際音樂電影節 |

### 其他
- 2009年：第7屆韓亞國際短篇電影節 宣傳影片
- 2010年：第13屆首爾國際婦女電影節 宣傳影片
- 2013年：第14屆殘疾人電影節 宣傳影片
- 2013年：智能手機Samsung Galaxy S4 宣傳影片之一《白狗》
- 2014年：第10屆堤川國際音樂電影節 宣傳影片

## 音樂作品
- 2009年：《呼吸》
- 2009年：《Sum》
- 2010年：《갈색머리(Brown Hair)》（Digital Single）
- 2012年：《Fly Again》（《拜託了，機長》OST）
- 2012年：《Marry Me》（Digital Single）
- 2013年：《기억상실증 (Flying Galaxy)》（《我和S4的故事－白狗》OST）
- 2013年：《그건 너(It's You)》（Digital Single）
- 2013年：《행복했을까 (HAPPY)》
- 2014年：《꽃비(FLORAL RAIN)》
- 2014年：《死了才可以嗎(Feat.崔仁英)》
- 2015年：《呼吸２》
- 2016年：《還有春天》第1張正規專輯
- 2017年：《冬日日記（Winter Story）》以及《Summer Day （좋은 날）》（真人秀《新婚日記》OST）
- 2019年：《死了才可以嗎》

## 其他作品

### 書籍
- 2009年：《探戈》（插畫小説）
- 2010年：《第一次 妖術的故事》（電影《妖術》的紀錄故事）
- 2012年：《桃樹》（電影《桃樹》的配套小說）
- 2017年：《具惠善的樂譜集》（包含21首鋼琴譜和9首吉他譜）
- 2018年：《具惠善的劇本集》（包含兩部故事《瑪麗的故事》及《Mystery Pink》的劇本）
- 2019年：《心形的眼淚》（愛情小說
- 2019年：《我是你的寵物》（隨筆/散文集）

### 繪畫
- 2009年：舉辦「探戈」畫展
- 2012年：舉辦「殘像－Afterimage」個人作品展
- 2013年：舉辦「殘像－Afterimage」海外展─香港海港城美術館
- 2017年：舉辦「Dark Yellow」個人作品展（音樂和畫）
- 2018年：舉辦「Mystery Pink」個人作品展（短篇電影）
- 2018年：舉辦「無」海外展─巴黎Galerie 89画廊
- 2019年：舉辦「沒有你的世界，對我來說是寂寞」具惠善邀請展

### 公演
- 2009年：音樂會《Over The Rainbow》 （個人售票音樂會）
- 2013年：韓國女性慶典活動 《Wonder Woman Festival》（售票活動／嘉賓出演）
- 2015年：新韓卡GREAT Talk Interrobang （售票活動／嘉賓出演）
- 2015年：音樂會《具惠善的演唱會：夏，秋，冬，還有春天》（個人售票音樂會）

## 主持
- 2003年：Mnet 惠善之Wake Up
- 2005年：MBC 音樂Camp（一日MC 與MC夢）
- 2006年：SBS 人氣歌謠（與Andy李先鎬）
- 2007年：SBS 演技大奖 （與金勇萬以及夏希羅 ）
- 2009年：堤川國際音樂電影節開幕式（與Alex秋憲坤）
- 2018年：釜山國際電影節閉幕式（與權海驍）

## 獎項
| 年份 | 頒獎典禮                         | 獎項                                        | 作品                     | 結果 |
| 2006 | KBS演技大賞                      | 新人獎                                      | 《19歲的純情》           | 獲獎 |
| 2007 | SBS演技大賞                      | 新人獎                                      | 《王和我》               | 獲獎 |
| 2009 | Yahoo!奇摩搜尋人氣大獎           | 最具人氣海外女藝人獎                        | 不適用                   | 獲獎 |
| 2009 | 安德列金頒獎典禮                 | 最佳明星獎                                  | 不適用                   | 獲獎 |
| 2009 | 釜山亞洲短片電影節               | 觀眾獎                                      | 《快樂好幫手》           | 獲獎 |
| 2009 | KBS演技大賞                      | 中篇戲劇優秀演技獎（女）                    | 《流星花園》             | 獲獎 |
| 2009 | KBS演技大賞                      | 最佳情侶獎（與李敏鎬）                      | 《流星花園》             | 獲獎 |
| 2009 | KBS演技大賞                      | 網路人氣獎                                  | 《流星花園》             | 獲獎 |
| 2010 | 第12屆Short Shorts國際短篇電影節 | 專題獎                                      | 不適用                   | 獲獎 |
| 2012 | 第8届堤川音樂電影節              | 特別獎                                      | 《桃樹》、《記憶的碎片》 | 獲獎 |
| 2012 | 第14屆大韓民國設計大獎設計部門   | 知識經濟部部長獎                            | 不適用                   | 獲獎 |
| 2012 | 第1屆大韓民國實踐大賞            | 文化藝術部門獎                              | 不適用                   | 獲獎 |
| 2013 | 第6屆首爾老年人電影節            | 青年導演獎                                  | 不適用                   | 獲獎 |
| 2013 | 第2屆幸福分享的保健福利部        | 長官獎                                      | 不適用                   | 獲獎 |
| 2014 | SBS演技大賞                      | 中篇電視劇 女子優秀演技獎                   | 《天使之眼》             | 提名 |
| 2014 | SBS演技大賞                      | 三星GALAXY Note Edge 最佳情侶獎（與李相侖） | 《天使之眼》             | 提名 |
| 2015 | KBS演技大賞                      | 網絡女子人氣獎                              | 《吸血鬼醫生》           | 提名 |
| 2015 | KBS演技大賞                      | 最佳情侶獎（與安宰賢）                      | 《吸血鬼醫生》           | 提名 |

## 其他經歷

### 宣傳大使
- 2012年：CineFrance 宣傳大使
- 2012年：國際3D藝術節 宣傳大使
- 2013年：青州國際工藝展 宣傳大使
- 2013年：韓國愛環境公募展 宣傳大使
- 2013年：第9屆堤川國際音樂電影節 競爭單元評委
- 2013年：ArtTree運動 宣傳大使
- 2013年：第14屆殘疾人電影節 宣傳大使
- 2013年：悉尼國際電影節宣傳大使
- 2014年：首爾世界視覺障礙人運動會 宣傳大使
- 2015年：韓國白血病患友會 宣傳大使
- 2016年：社會貢獻活動捐贈銀行 宣傳大使
- 2018年：（社團法人）韓國美術協會 宣傳大使
- 2018年：韓國社會貢獻大獎及服務經營大獎 宣傳大使
- 2018年：第1屆韓國緬甸電影節 宣傳大使

### 廣告出演
- 2002年：電腦 「三寶」
- 2004年：飲料 「可口可樂」
- 2005年：電子詞典 「夏普 Realdic」
- 2005年：美容產品 「Beauty Credit」（與炫彬和丁一宇）
- 2007年：燒酒 「初飲初樂」
- 2007年：烘焙品牌 「多樂之日」（與趙寅成）
- 2007年：化妝品 「所望」
- 2008年：化妝品 「所望」（與尹相鉉）
- 2009年：手機 「LG電信 TeenRing」（與李敏鎬和金汎）
- 2009年：金融 「新韓金融集團」（與池昌旭）
- 2009年：飲料 「羅多倫咖啡」
- 2009年：服裝 「SOUP」
- 2009年：烘焙品牌 「多樂之日」（與Rain）
- 2010年：手機 「SKY Izar」
- 2011年：汽車 「丰田 普銳斯」
- 2011年：汽車 「丰田 卡羅拉」
- 2011年：相機 「尼康」（與YG家族）
- 2015年：手機 「三星 Galaxy S4」
- 2016年：化妝品 「嬋真」
- 2018年：汽車 「雪佛蘭 斯帕可」

## 外部連結
- 具惠善的Instagram帳戶
- 具惠善的Facebook專頁 （页面存档备份，存于）
- 具惠善創作的新世紀鋼琴音樂和影片YouTube頻道